# Žleby
Žleby è un comune della Repubblica Ceca facente parte del distretto di Kutná Hora, in Boemia Centrale.

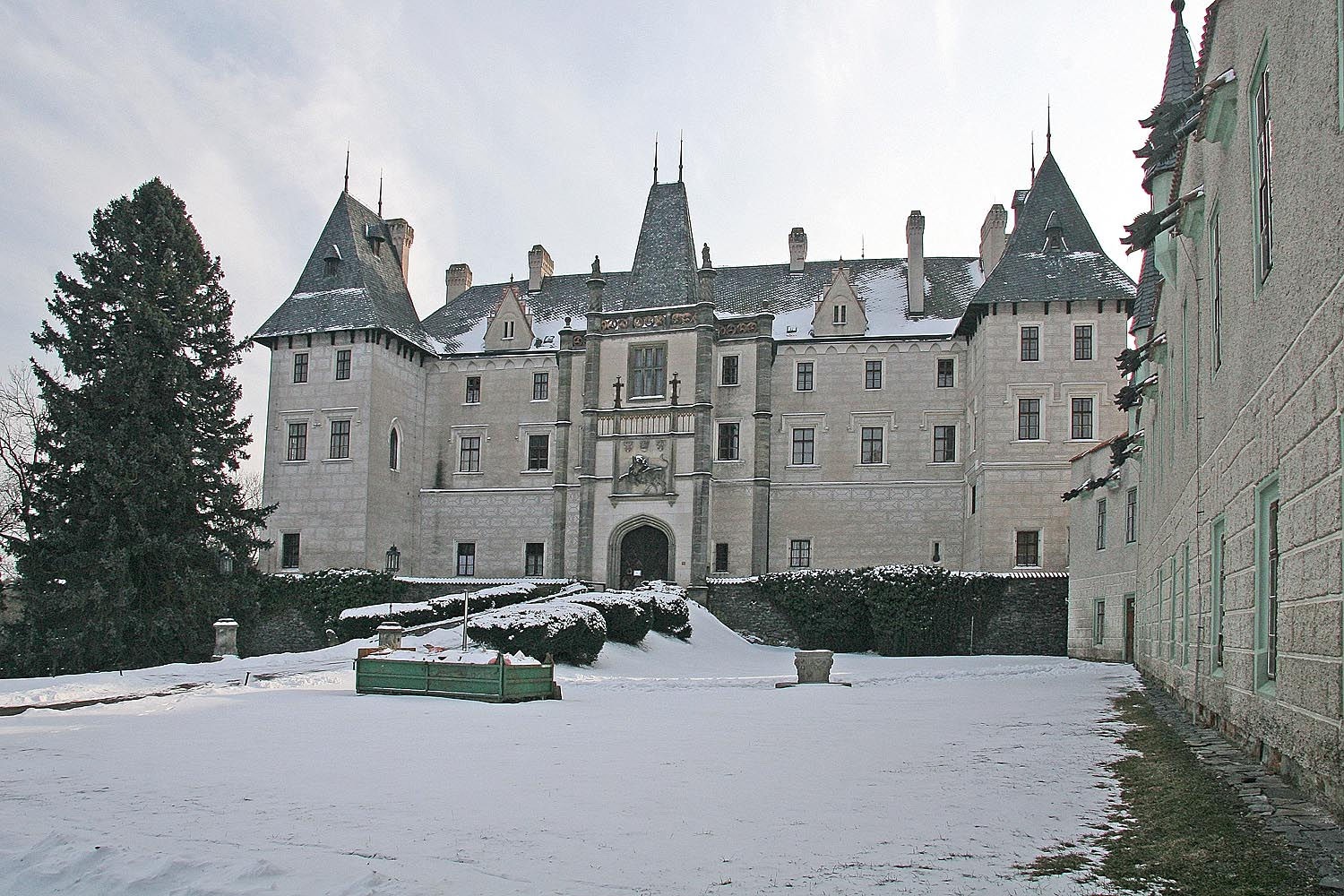
Il castello innevato

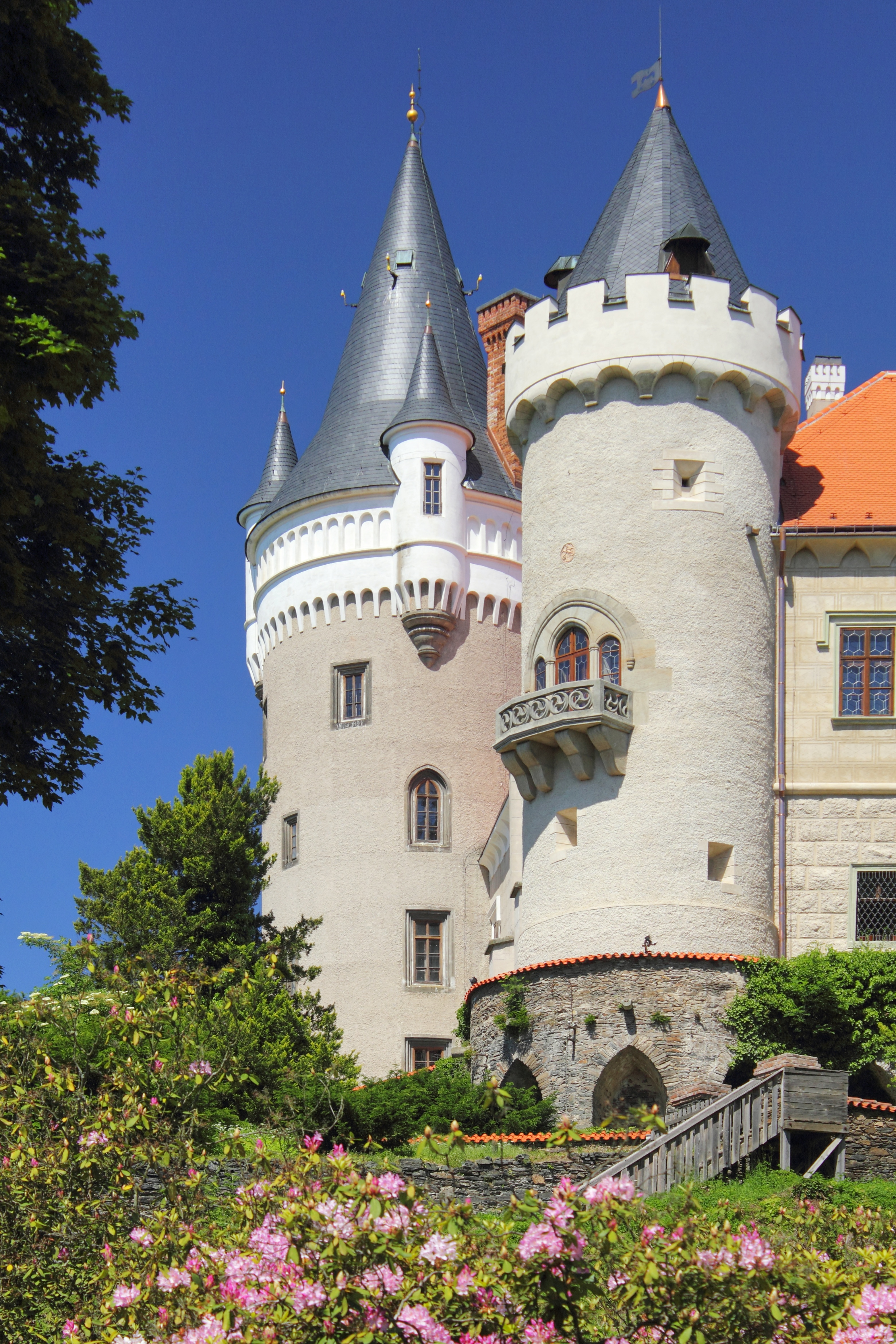
La torre grande

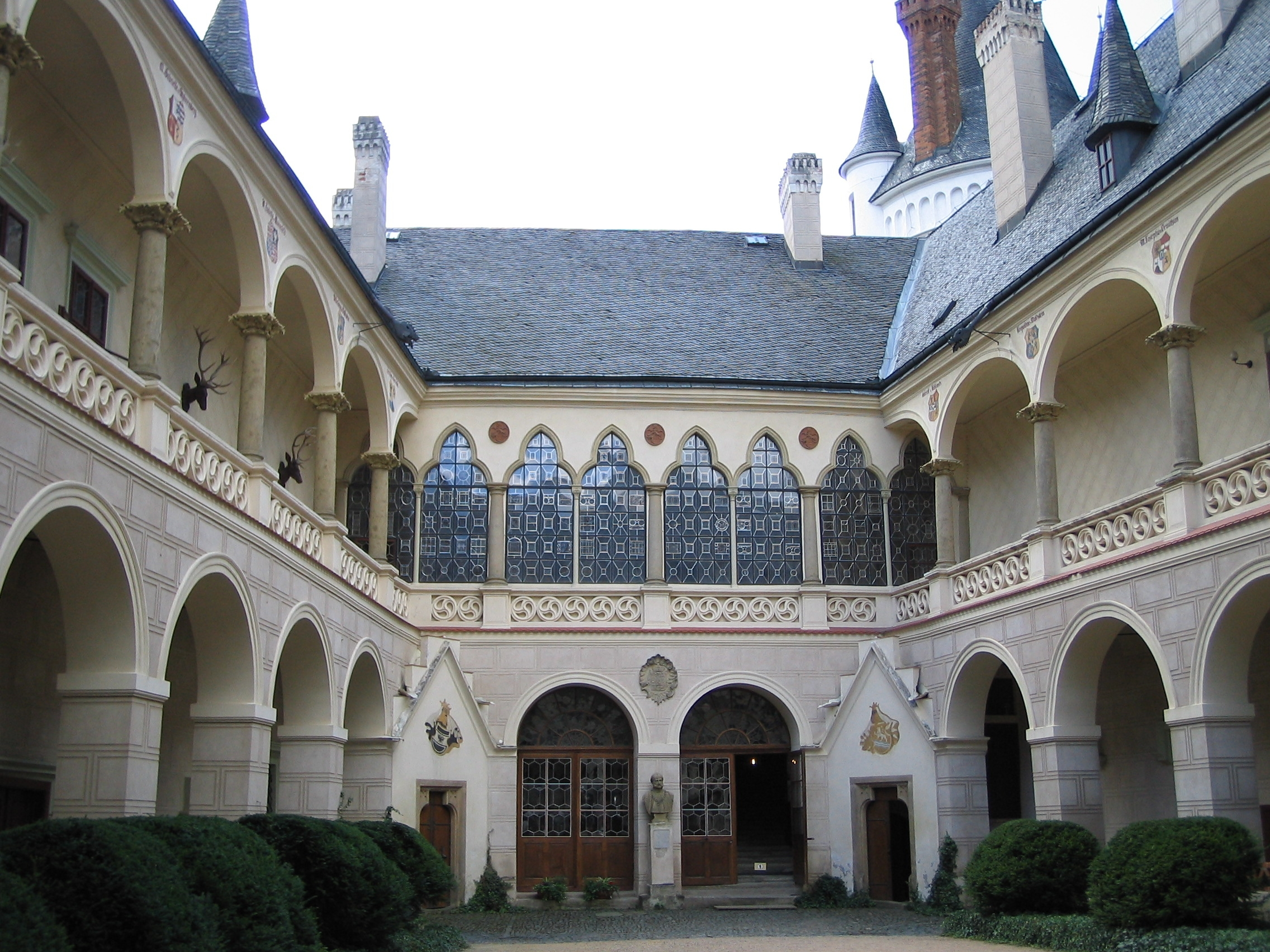
La corte interna

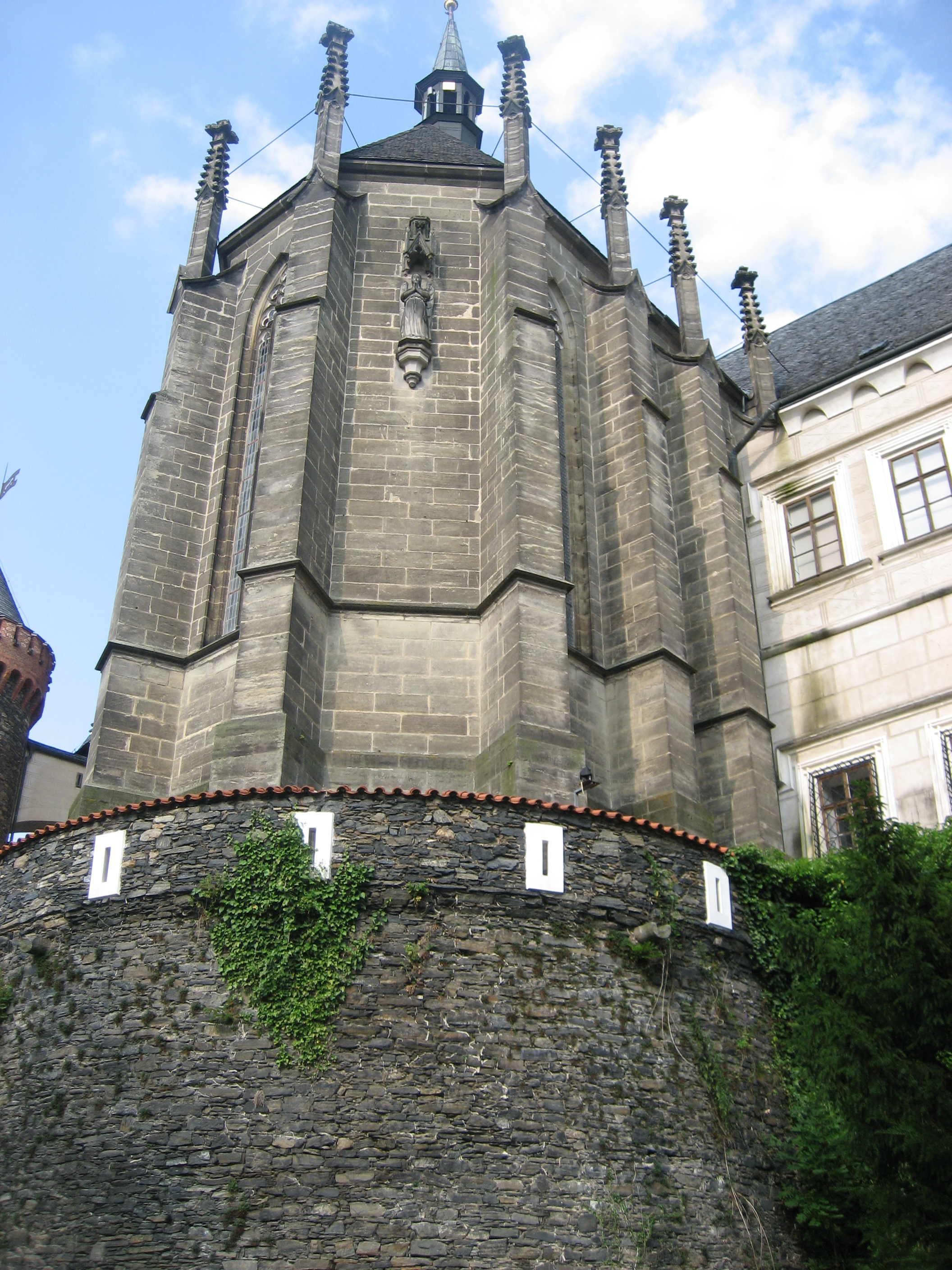
Abside della cappella

## Il castello
La fortezza di Žleby venne fondata prima del 1289, ma andò distrutta durante le guerre hussite.  Rinnovata intorno al 1450, nel XVI secolo e all'inizio del XVII fu trasformata in un castello rinascimentale, che nel 1734 fu rinnovato in stile barocco.  Negli anni 1849-1868 furono eseguiti radicali lavori di restauro in stile neogotico, su progetto degli architetti František Schmoranz e Benedikt Škvor.
Negli interni sono custodite collezioni di armi, armature, oggetti di vetro.  Visitabili sono anche le cucine, le cantine, la grande torre con belvedere e il parco, di interesse naturalistico e paesaggistico.